# Paula González Berodia
Paula González Berodia (San Felices de Buelna, Cantabria; 2 de mayo de 1985) es una atleta española del equipo New Balance, especialista en pruebas de fondo.

## Carrera deportiva
En 2010 se proclamó campeona de España de pista cubierta en la modalidad de 3000 metros, título que repetiría en 2012 y 2013, además de dos medallas de plata en 2011 y 2014. Al aire libre cosecha dos medallas de plata en 5000, en los años 2012 y 2014, año en el que comenzó a competir en ruta.
Es precisamente en la ruta donde tiene sus mejores resultados con seis títulos, tres en 10 kilómetros (2014, 2015 y 2017), dos en media maratón (2015 y 2016), y uno más en maratón (2016). Esto la convierte en la fondista española en ruta más laureada de la historia.[cita requerida]
El día de su debut sobre los 42 kilómetros, en el Maratón Ciudad de Sevilla de 2016, lo hizo con un tiempo de 2h31'18". No solo consiguió la victoria en la carrera, sino que además logró la clasificación para los Juegos Olímpicos de Río de Janeiro 2016 y, tras veinte años, estableció un nuevo récord de los campeonatos. Una lesión por estrés en el sacro dos meses antes de la cita olímpica le impidió acudir finalmente a Río de Janeiro.
En 2017, brilló de nuevo en el maratón de Sevilla, en el que consiguió otra vez la victoria, con un tiempo de 2h28'54" (entonces sexta mejor marca española) y se aseguró así su presencia en el Campeonato Mundial de Atletismo de 2017, en el que participó en agosto de ese mismo y en el que terminó en la posición 47 en la prueba de maratón.